# Georg David Matthieu
Georg David Matthieu, född 20 november 1737 i Berlin, död 3 november 1778 i Ludwigslust, var en tysk porträttmålare.
Georg David Matthieu härstammade från en konstnärsfamilj: Hans far, David Matthieu (1697-1756), var preussisk hovmålare och hans mor Dorothea Elisabeth Lisiewski var dotter till den preussiske hovmålaren Georg Lisiewski (1674–1750). Genom hans föräldrar var han särskilt påverkad av Antoine Pesne, som var också målare i Berlin i den där tiden.
Under 1760-talet kom Georg David Matthieu till Stralsund i dåvarande Svenska Pommern. Vid denna tid utförde han porträtt av svenskar, bland annat ett utmärkt porträtt av Carl Sparre. 1764 blev Georg David Matthieu hovmålare hos hertigen Fredrik II av Mecklenburg-Schwerin och flyttade till den nya mecklenburgska residensstaden Ludwigslust. 
Georg David Matthieu anses som en av de bästa nordtyska porträttmålarna från den här tiden.  Matthieu finns representerad vid bland annat Nationalmuseum i Stockholm.